# Edward Cordell
Edward Cordell (* 13. April 1828 in Philippsburg (Baden); † 25. Januar 1870 in San Francisco) war an der Revolution 1849 beteiligt.

## Leben
Als Kordel wuchs er zusammen mit seinem Bruder Aurelius Kordel und zwei weiteren Geschwistern in der Engelsmühle in Philippsburg auf. Als Beteiligte an der Badischen Revolution 1849 mussten beide Brüder emigrieren, um langen Gefängnisstrafen zu entkommen. Beide zog es in die Vereinigten Staaten. Der ehemalige Student der polytechnischen Hochschule Karlsruhe arbeitete später als Geometer für die U.S. Coast Survey, erforschte und vermaß die nach ihm benannte Cordell Bank, ein Tiefseeberg bei San Francisco. Von seinem Bruder Aurelius Kordel ist nichts bekannt.